# Gennadas sordidus
Gennadas sordidus är en kräftdjursart som beskrevs av Kemp 1910. Gennadas sordidus ingår i släktet Gennadas och familjen Benthesicymidae. Inga underarter finns listade i Catalogue of Life.